# Sporting Club (Tunis)
Le Sporting Club de Tunis (arabe : سبورتينغ كلوب بتونس) est un club omnisports disparu, fondé à Tunis (Tunisie) en 1906.

## Palmarès
- Championnat de Tunisie
  - Vainqueur : 1926, 1928
- Coupe de Tunisie
  - Vainqueur : 1926, 1938